# Seixal Futebol Clube
Maillots
Le Seixal FC est un club de football portugais basé à Seixal dans le sud du Portugal.

## Historique
Le club passe 2 saisons en Liga Sagres (1re division). 
Il obtient son meilleur résultat en D1 lors de la saison 1963-1964, où il se classe 12e du championnat, avec 4 victoires, 6 matchs nuls et 16 défaites.
La dernière présence en 1re division du Seixal FC remonte à la saison 1964-1965.
Le Seixal FC évolue pour la dernière fois en D2 lors de la saison 1989-1990.

## Palmarès
- Coupe Ribeiro dos Reis :
  - Vainqueur : 1962